# 1246
سنة 1246 كانت سنة بسيطة تبدأ يوم الإثنين (الرابط يظهر نموذج التقويم الكامل للسنة) من التقويم اليولياني.

## أحداث
- تأسيس مدينة دلفت وتقع حاليا في هولندا.
- 28 فبراير: نهاية حصار جيان والذي بدأ في 1245.

## مواليد
- ناصر الدين محمود شاه بن ناصر الدين محمد بن إلتمش.

## وفيات
- برينغيلا ملكة قشتالة.
- المنصور إبراهيم بن شيركوه.
- ياروسلاف فسيفولودوفيتش.
- أبو الحسن السعيد.
- حسن شمس الدين.
- كيخسرو الثاني.